# Jean de Marnix
Jean de Marnix, né à Bruxelles, entre le 14 février 1537 et le 14 février 1538 et mort à Austruweel le 13 mars 1567, est un noble des Pays-Bas méridionaux, frère de Philippe de Marnix de Sainte-Aldegonde. Il est le fils de Jacques de Marnix, seigneur de Toulouse dans le Jura, et de sa première épouse, Marie de Haméricourt.

## Biographie
Jean de Marnix, seigneur de Toulouse, est un des signataires du Compromis des Nobles. Calviniste, il serait un des premiers rédacteurs de la requête et a participé à l'élaboration du Compromis par la suite, notamment avec son frère Philippe de Marnix. Le Compromis des Nobles réunissait des nobles catholiques et protestants. Il réclamait la fin de l'inquisition et une certaine forme de liberté de culte.

Jean de Marnix a été l'un des premiers meneurs de la révolte des Gueux. Le 1er mars 1567, il tente de prendre le contrôle du fort Rammekens et de Flessingue avec Jean Denys et Pierre Haeck, mais échoue. Ils retournent ensuite dans leur camp à Austruweel (Oosterweel en néerlandais), au nord d'Anvers. Là, ils sont attaqués par les troupes espagnoles le 13 mars 1567. L'aide de la ville est rendue impossible, Guillaume le Taciturne et le bourgmestre d'Anvers ayant décidé de fermer les portes. Marnix meurt au combat lors de la bataille d'Austruweel.

Ses biens seront confisqués à titre posthume par le Conseil des troubles (1570) et ne seront rendus à sa famille par Alexandre Farnèse qu'après le siège d'Anvers.

Jean de Marnix a épousé Catherine van Ghoor (des seigneurs de Kallenbroek), issue d'une famille de Gueldre. Ils eurent un enfant, Ursula  qui épousera Bernard de Loutsenrade à qui elle apportera la seigneurie de Toulouse.